# 協立システムマシン
協立システムマシン株式会社は、FA関連商品の製品開発を行なっている企業である。

## 概要
創業時は、英文タイプライターの販売修理を行なっていた。現在ではFA関連のソフトウエア製品の開発保守や通信ネットワークの設計工事なども行なっている。現社長は、土屋信之。

## 沿革
- 1966年(昭和41年 6月) - 河野吉昭氏（創立者）　東京都港区にて独立営業開始。英文タイプライターの販売および修理を主力とする。
- 1967年(昭和42年 8月) - 東京都港区浜松町にて、株式会社協立社（旧社名）を設立。
- 1974年(昭和49年 8月) - 富士通興業株式会社（現 富士通Japan）と取引開始。東京新宿区にて富士通製コンピュータの保守サービスを開始。FAシステム部門の業務に参入、東京営業所を東京都港区に開設。
- 1978年(昭和53年 2月) - 神奈川県伊勢原市にFA関連商品の自社開発、製造のため新工場を建設。
- 1978年(昭和53年 4月) - 富士通保守サービス部門を独立し、協立システムマシン株式会社を設立。
- 1985年(昭和60年 9月) - 神奈川県伊勢原市に第二工場を建設、ソフトウエア開発、新製品開発の拡充を図る。
- 2001年(平成13年 8月) - 協立エンジニアリング株式会社と合併。
- 2002年(平成14年 4月) - 株式会社富士通ビジネスシステム（現富士通Japan株式会社）が当社に資本参加。
- 2002年 (平成14年 11月) - システム建設部門を開設、ネットワーク工事業に参入。